# Kyrkobacka
Kyrkobacka [ɕœ̞rːkebakːa:] är kyrkbyn i Svartrå socken i Falkenbergs kommun. I byn återfinns Svartrå kyrka, vilken är uppförd på denna bys ägor. Idag (2010) består byn, förutom av sockenkyrkan, kyrkogård och sockenstuga, på grund av jordbruksrationalisering av endast en lantbruksfastighet och fyra villor, totalt fyra hushåll. De båda ursprungliga gårdarna ligger mitt emot kyrkan norr om väg N 782. 
Byn har flera välbevarade kulturbetesmarker med gamla hålvägar kantade av branta välbetade ekbackar ned mot Svartrån och Högvadsån, där bl. a. en mängd backsippor blommar på vårarna. Kyrkobacka är även efter regeringsbeslut 2004 ett natura 2000-område. Inom byns ägor ligger även insjön Pipesjön, vilken ingår i Ätrans huvudavrinningsområde.

## Historia
Byn Kyrkobacka var ursprungligen på 1 helt mantal kyrkohemman och finns först omnämnd 1569, och kallas i gamla jordeböcker Kettil Olsgård. Gården kan under medeltiden ha tjänat som prästgård. Byns skattekraft blev förmedlad (nedklassad) till ½ mantal redan år 1651. Byn var ännu år 1925 oskiftad.
Mellan åren 1894 och 1959 gick Falkenbergs Järnväg (FJ – även kallad Pyttebanan) genom byns ägor. Inom byn, alldeles nära den gamla järnvägsbron över Svartån, ligger en banvaktsstuga (idag bostad) som ursprungligen var bostad åt dem som ursprungligen betjänade skötseln av FJ:s spårområde i området.

## Bebyggelsenamn
De båda gårdarna tycks inte ha haft några personliga namn, men en villa och tre av de gamla backstugorna och torpen fick bebyggelsenamn. Fastighetsregleringar under 2000-talet givit delar av byn nya (ohistoriska) fastighetsbeteckningar under grannbyn Svenstorp.
- Dalhem (1934 - ). En villa.
- (Nya) Ljungslätt / Ljungheden (1841 - 1869). Ett torp.
- Rönneslätt (1868 - 1898). Ett torp.
- Vilan. En backstuga (ortens sista). (cirka 1914 – 1928).

## Övrigt
Ute på byns utmarker uppe i gränstrakterna mot Rolfstorps socken i Varbergs kommun bedrev torparen på Rönneslätt en lönnkrog under sent 1800-tal. Torpet låg förvisso långt ifrån övrig bebyggelse, men samtidigt mycket strategiskt invid det gamla huvudstråket som ibland kallas ”Via Regia” (väg N 785), så möjligheten till utkomster saknades sannolikt inte.
Kyrkobackas läge i terrängen kan sätta igång fantasin. Gårdarna ligger förhållandevis högt belägna alldeles invid Svartåns utlopp i Högvadsån med ett urgammalt vadställe och slingrande hålvägar. Gamla handlingar vittnar om åtskilliga imponerande, numera bortodlade, fornminnen uppe på platån runt kyrkan. Det faktum att sockenkyrkan (trots det perifera läget i socknens sydligaste utkant) är byggd just på denna gårds mark, och dess strategiska läge i geografin tyder på att gården kanske någon gång har kontrollerats av en mäktig familj. Att kyrkans gamla kyrkklocka dessutom sedan långa tider benämnts Häradsklockan kan också indikera att platsen för länge sedan möjligtvis kan ha haft någon sorts central funktion. Detta är dock något som återstå att bevisa.